# شوپرون
شهر شوپرون (به مجاری: Sopron) در دیور-موشون-شوپرون در کشور مجارستان واقع شده‌است. جمعیت این شهر ۵۷٫۲۱۰ نفر است.

## نگارخانه

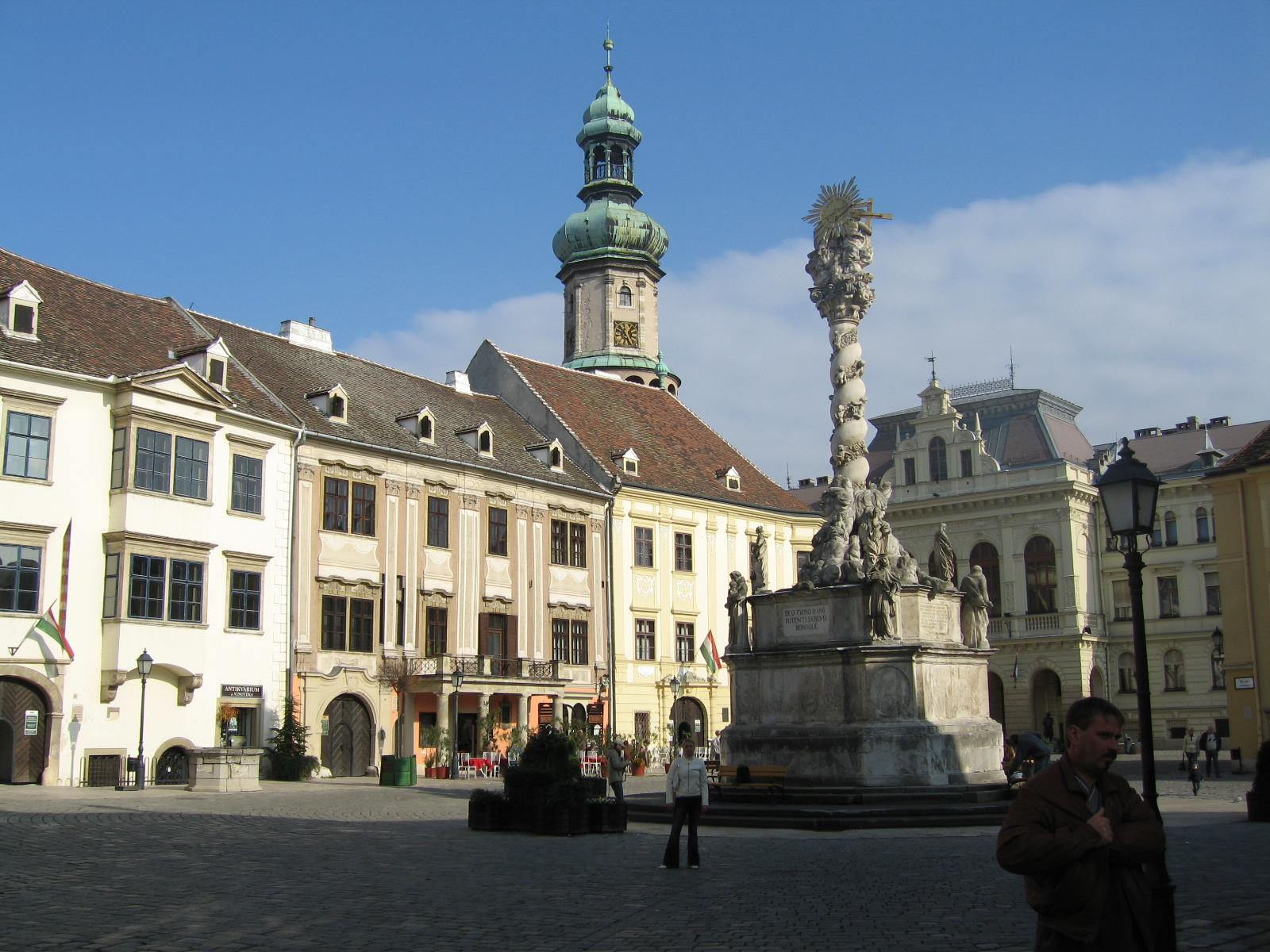
میدان اصلی
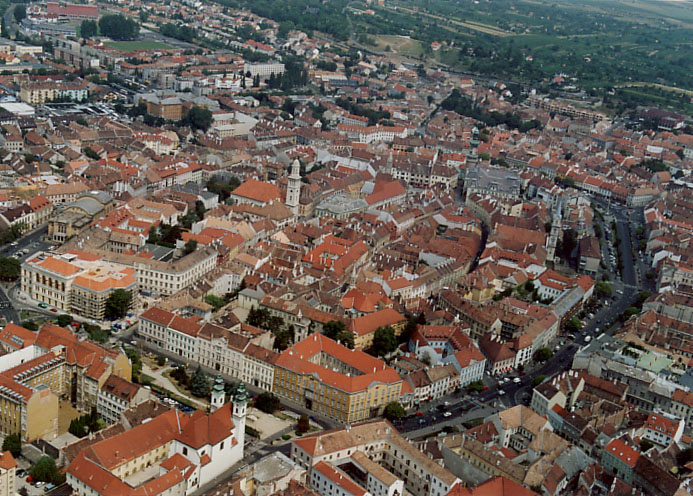
نمای هوایی از شهر شوپرون

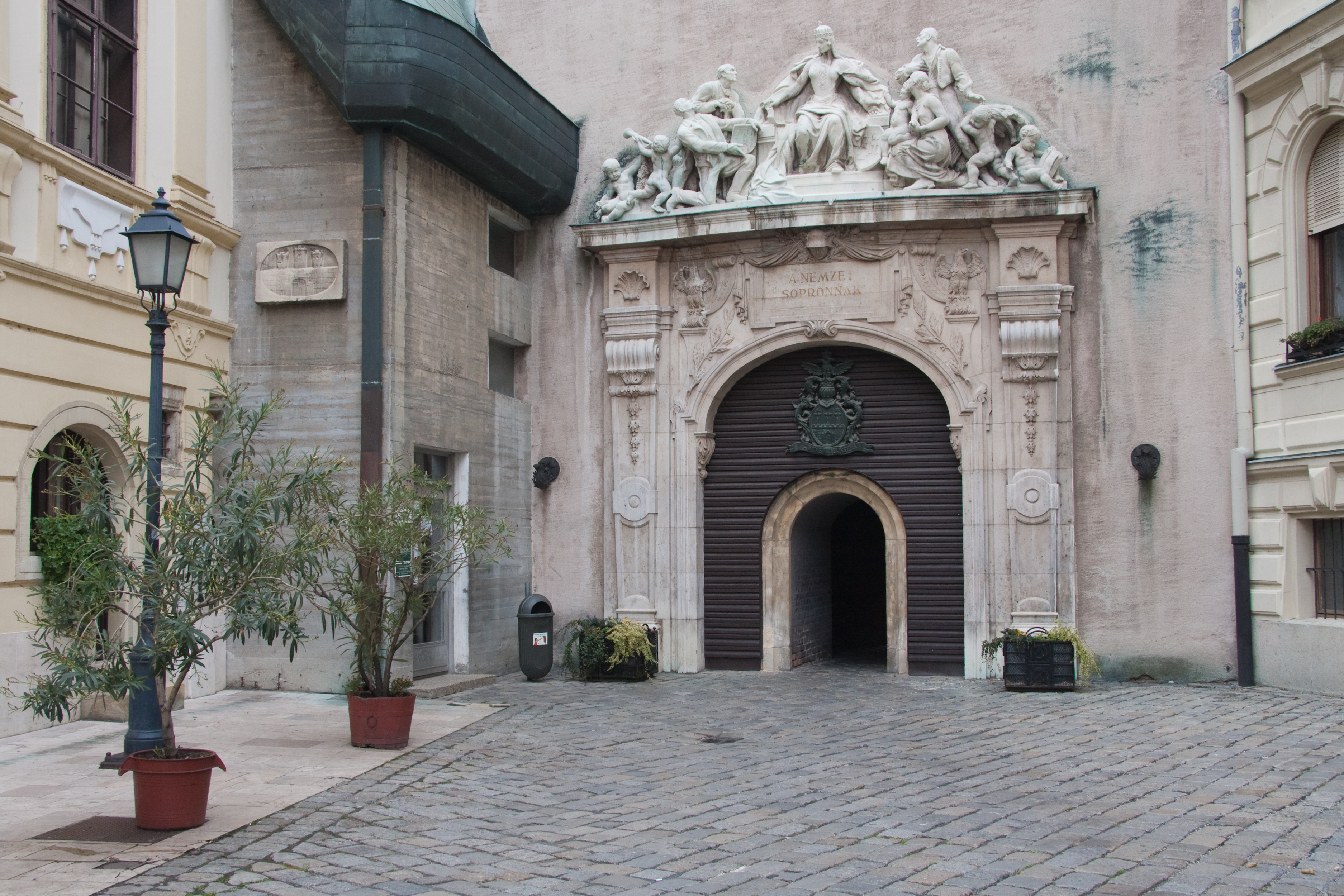
دروازه برج آتش